# Trychtýře (Petra Křivová)
Trychtýře jsou 2 ocelové plastiky v Praze 3 - Žižkov. Nachází se v parku Vrch Vítkov ve svazích v blízkosti vrcholu kopce Vítkov v geomorfologickém celku Pražská plošina.

## Historie a popis
Dílo, jehož autorem je sochařka Petra Křivová (*1988), bylo slavnostně odhaleno dne 2. října 2014. Vzniklo také v rámci soutěže mladých autorů Sochy na Vítkově, kde se umístilo na 2. místě. Inspirací pro tvorbu těchto plastik je báseň Trychtýře od německého básníka Christiana Morgensterna (1871–1914), která je tímto básníkem zpodobněná graficky ve tvaru písmene V. Podobně ve tvaru komolých kuželových skořepin mají i trychtýře půdorysný tvar dvou písmen V. Oba komolé kužely jsou k sobě připevněné šroubovými spoji přes malé příruby a jsou vyrobeny z „běžné“ konstrukční oceli, která jim svou korozí dává charakteristickou rezavou barvu. Zajímavá je také akustika díla, když spolu mluví 2 osoby na opačných koncích trychtýřů pře spojující otvor.

## Další informace
Dílo je celoročně volně přístupné.

## Galerie

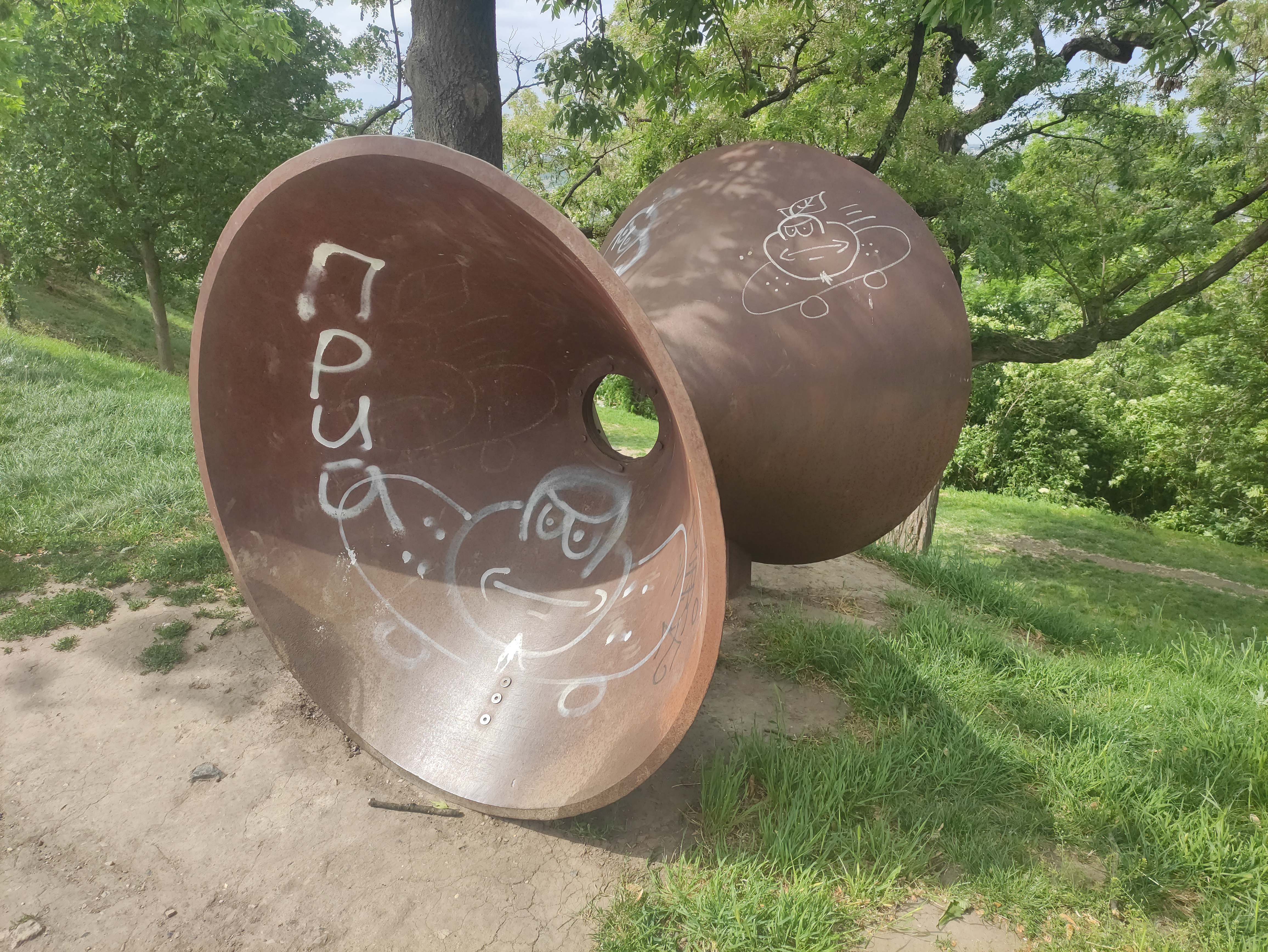
Sprejery popsané dílo
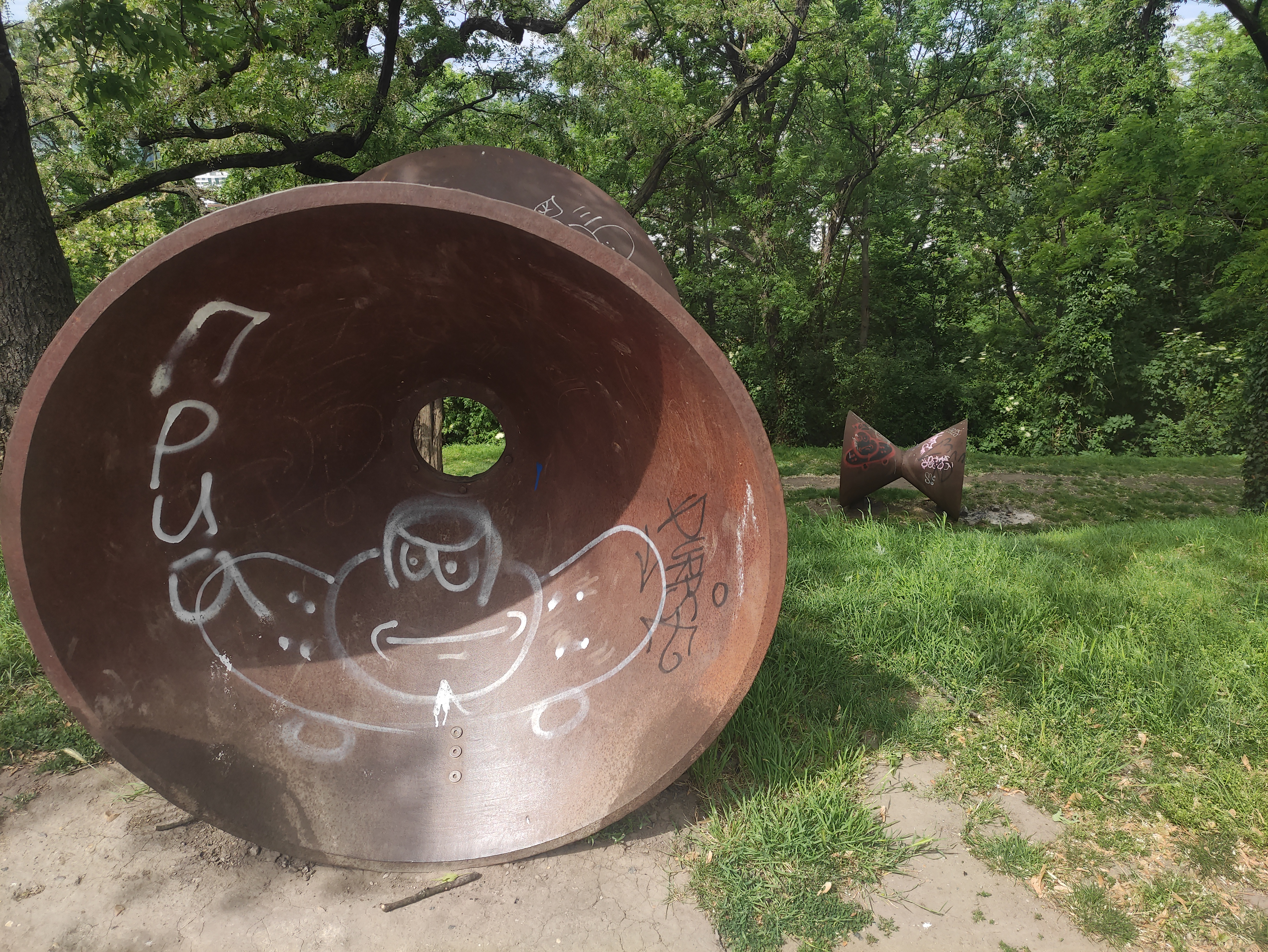
Sprejery popsané dílo